# Mariastichting

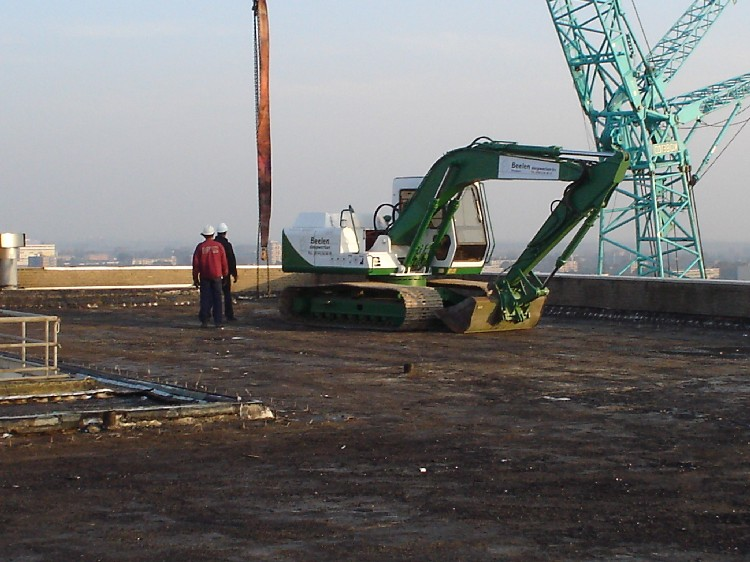
Het kleinste kraantje van de sloper op het hoogste punt van Haarlem

De Mariastichting, organisatorisch vanaf 1989 deel uitmakend van het Spaarne Ziekenhuis, is een voormalig rooms-katholiek ziekenhuis in Haarlem. Het is eind 2004 gesloten en vervolgens - op het monumentale hoofdgebouw uit 1899 na - in 2006 afgebroken. In 1989 fuseerde de Mariastichting met het Diakonessenhuis in Heemstede en de nieuwe naam werd Spaarne Ziekenhuis. Na de fusie kwam een nieuw gebouw in Hoofddorp in gebruik en werd de oude Mariastichting gesloten.

## Oorsprong
De ziekenzorg van de Mariastichting werd in Haarlem eind 19e eeuw opgezet door een aantal Duitse religieuzen Franciscanessen van Salzkotten. Op 11 mei 1898 werd de 'Vereeniging der Ziekenverpleegsters Franciscanessen van de Maria-Stichting te Haarlem' officieel opgericht. In de statuten werd vastgelegd dat ook patiënten van andere gezindten welkom waren.
Het oorspronkelijke door architect A.A.N. Bruning ontworpen ziekenhuis Mariastichting werd in 1899 ingewijd. Daarna is het ziekenhuis uitgebreid in de jaren 1907-1910, rond 1920, in 1933 en in 1953. Er werden in de loop der jaren meerdere vleugels aan het gebouw toegevoegd. De stichting kocht veel grond en een aantal huizen in de omgeving om zo ruimte te reserveren voor verdere uitbreidingen.

## Hoogbouw
Door de sterke groei in de vraag naar ziekenhuisdiensten werd in de jaren vijftig en zestig op het terrein van de Mariastichting flink gebouwd, vernieuwd en herbestemd. In 1965 werd gestart met de realisatie van een algehele bouwkundige vernieuwing van het ziekenhuis, onder leiding van architectenbureau Van der Laan (J.A.), Hermans, van der Eerden, Kirch uit Leiden. In 1971 werd de hoogbouw in gebruik genomen, de nieuwe ingang bevond zich aan de Heythuizenweg.
Het was voor die tijd een heel vooruitstrevend ziekenhuis, het eerste in Nederland met airconditioning. Het ziekenhuis had op de begane grond winkelhoeken en werd gesierd met diverse kunstwerken, zoals beeldhouwwerken van Kees Verkade en Hans Goddefroy, wandkunst van Fons Neyens, een wandschildering van Jaap Ploos van Amstel, een mobiel van François Morellet, linoleum mozaïeken van Gerrit de Morée, schilderijen van Lei Molin en wandkleden van Marij Neyens-Wiegman en Mino Wortel.
Aansluitend werd het oude gebouw aan de Kamperlaan 4 gerenoveerd. De hoogbouwflat van het ziekenhuis had 13 verdiepingen, was 65 meter hoog en was beeldbepalend voor de omgeving. Hiermee was het Spaarne Ziekenhuis het hoogste ziekenhuis van Nederland, het hoogste flatgebouw van Haarlem en tevens was het het hoogste gebouw dat in 2005 gesloopt werd.

## Nieuwe bestemming
Het oude hoofdgebouw aan de Kamperlaan is een gemeentelijk monument en werd in 2009 verbouwd tot woningen. Het terrein van de hoogbouw werd door projectontwikkelaar Faro ontwikkeld voor woningbouw met ondergrondse parkeergarage.

## Trivia
De ziekenhuisscènes in de film Turks Fruit (1973) werden opgenomen op een nog niet in gebruik genomen etage van het nieuwe gebouw van de Mariastichting.